# 但姓
但姓，为中文姓氏之一，没有在百家姓名单之内。
但姓的籍贯地域主要分布在重庆市  、四川省  、湖北省等地。

## 相關名人
但茱迪： 環球小姐首名華人參選者及首名獲名次的華人

## 外部連結
[在维基数据编辑]
 《欽定古今圖書集成·明倫彙編·氏族典·但姓部》，出自陈梦雷《古今圖書集成》

1. ↑  . www.23mofang.com.   [2025-04-11].
2. ↑  https://hk.news.yahoo.com/%E5%A7%93%E4%BD%86%E7%BD%95%E6%9C%89-%E4%B8%8A%E4%B8%96%E7%B4%80%E5%87%BA%E5%90%8D%E4%BA%BA-221114860.html